# Lindsay Hoyle
Sir Lindsay Harvey Hoyle (ur. 10 czerwca 1957) – brytyjski polityk, od 1997 roku parlamentarzysta, od 4 listopada 2019 pełni urząd spikera Izby Gmin.

## Życiorys

### Młodość
Jest synem barona Douga Hoyle’a oraz Pauline Spencer. Wychował się w Adlington w Lancashire. Przed rozpoczęciem kariery politycznej prowadził własne przedsiębiorstwo zajmujące się sitodrukiem.

### Kariera polityczna
W lutym 1996 ogłosił swoją kandydaturę w wyborach parlamentarnych w 1997. Wygrał wybory większością 9870 głosów, zostając przy tym pierwszym parlamentarzystą z Partii Pracy wybranym w okręgu Chorley od 18 lat. Swój mandat utrzymał w kolejnych sześciu wyborach.
Podczas swojej kariery w Izbie Gmin był członkiem Komisji ds. Handlu i Przemysłu (Trade and Industry Committee) od 1998 do 2010 oraz Komisji Kontroli Spraw Europejskich (European Scrutiny Committee) od 2005 do 2010. W 2010 został mianowany na zastępcę Spikera Izby Gmin z ramienia Partii Pracy.
W 2018 uzyskał tytuł szlachecki, poprzez pasowanie na Rycerza Kawalera.

### Spiker Izby Gmin
4 listopada 2019 wziął udział w wyborach na Spikera Izby Gmin, które miały na celu wyłonienie następcy ustępującego Johna Bercowa. Od samego początku był liderem sondaży, ale w żadnej z początkowych rund nie uzyskał wymaganych 50% głosów.
Wieczorem tego samego dnia (o 20:20 GMT) w czwartej rundzie głosowania pokonał Chrisa Bryanta zdobywając 325 z 540 głosów. Zgodnie z tradycją, Hoyle został wyciągnięty ze swojego miejsca przez innych parlamentarzystów i wygłosił mowę ze stanowiska Spikera
Przez większość swojej kariery politycznej był związany z Partią Pracy, lecz od wybrania na stanowisko spikera – zgodnie ze stawianym mu wymogiem bezstronności – jest politykiem bezpartyjnym.

### Życie prywatne
Był dwukrotnie żonaty. Między 1974, a 1982 jego żoną była Lynda Anne Fowler. W 1993 poślubił Catherine Swindley, z którą ma córkę Emmę. W maju 1998 żona zastąpiła go na stanowisku radnego Adlington. Z Miriam Lewis miał córkę Natalie, która popełniła samobójstwo w grudniu 2017, w wieku 28 lat.

## Odznaczenia
- Odznaka Rycerza Kawalera – 2018[8]
- Order Księcia Jarosława Mądrego II Klasy – Ukraina, 2025[15]